# 黄照
黄照，广东东莞人，清朝政治人物。
鄉試中舉。道光五年（1825年）至道光八年（1828年），擔任利川知县。